# Еме Коттон
Еме Огюст Коттон (9 жовтня 1869 — 16 квітня 1951) — французький фізик, відомий своїми дослідженнями взаємодії світла з хіральними молекулами. У смугах поглинання цих молекул він виявив великі значення оптичної обертальної дисперсії (ОРД), або зміни оптичного обертання як функції довжини хвилі (ефект Коттона), а також круговий дихроїзм або різницю в поглинанні між лівою та правою круговою поляризацією світла.

## Інтернет-ресурси
- Bibliography (in French) of some 20th-century physicists. From the Centre d'initiation à l'Enseignement Supérieur (CIES) of Lyon